# Yoann Lemaire
Yoann Lemaire est un footballeur amateur des Ardennes, né le 3 avril 1982. Il a la particularité d'avoir révélé publiquement son homosexualité en 2004 dans un article dans Le Monde, faisant de lui le premier footballeur à révéler son homosexualité et devenant le symbole de la lutte contre l’homophobie dans le football en France. Yoann Lemaire crée l’association Foot Ensemble en décembre 2016, pour sensibiliser les jeunes et former les acteurs de terrain à la lutte contre toute forme de discrimination, et notamment à la lutte contre l’homophobie et le sexisme dans le sport.

## Genèse de son engagement contre l'homophobie
En août 2009, Yoann Lemaire, joueur du Football Club de Chooz, en Ardennes, est pris à partie par l'un de ses coéquipiers pour son homosexualité devant les caméras de France 3. Yoann Lemaire apprend son éviction définitive par un communiqué signé de son président. Le communiqué du président précise: « Je comprendrai que vous pensiez pitoyable les raisons évoquées, mais elles s'inscrivent dans un souci de protéger les deux parties. » En quelques jours, la nouvelle se répand.
Le 3 septembre 2010, la secrétaire d'État chargée des sports, Rama Yade, déclare que ce genre d'actes ne devrait pas rester impuni et que Yoann Lemaire doit retrouver sa licence en Champagne-Ardenne, pouvant choisir lui-même le club dans lequel il souhaite jouer, puis elle demande la suppression de la licence d'un dirigeant du FC Chooz qui avait entre-temps insulté et menacé Yoann Lemaire sur le réseau social Facebook.
Contacté par le journaliste Jacques Vendroux, Yoann Lemaire signe en septembre 2010 dans la prestigieuse équipe présidée alors par Thierry Roland, le Variétés Club de France, il évolue notamment aux côtés de champions du monde 1998 comme Christian Karembeu, Zinedine Zidane, Didier Deschamps, Robert Pirès, Fabien Barthez, ou encore Laurent Blanc. Yoann signe ensuite dans le club de sa ville, l'US Vireux (Ardennes) qui évolue en DHR (Ligue de football de Champagne-Ardenne) jusqu’en juin 2017.
Le 25 septembre 2011, Yoann organise un match de gala dans sa ville ardennaise, entre le Variétés Club de France avec des stars comme Christian Karembeu et une sélection d'anciens joueurs professionnels ardennais. L'ex secrétaire d'État chargée des sports Rama Yade accepte d'être la marraine de cette manifestation. Yoann Lemaire reçoit également le soutien de Yannick Noah.
En février 2017, Yoann Lemaire est reçu par la Ministre de l’Éducation nationale Najat Vallaud-Belkacem pour intégrer la réserve citoyenne de l'Éducation nationale afin de multiplier les interventions dans les collèges, lycées et universités pour sensibiliser les jeunes à l’homophobie et au sexisme.
En novembre 2017, Yoann Lemaire reçoit le patronage de la ministre des Sports Laura Flessel pour ses actions de sensibilisation et pour la réalisation d’un documentaire, Footballeur et homo, l’un n’empêche pas l’autre, diffusé lors d’un colloque du Ministère des Sports pour lutter contre les discriminations.
En décembre 2018, dans le cadre de la réalisation d’un documentaire pour France 2, Yoann Lemaire obtient notamment une interview d’Antoine Griezmann et de Didier Deschamps sur la nécessité de s’engager dans la lutte contre l’homophobie dans le football. Antoine Griezmann répond aux questions en affirmant « qu’il serait fier qu’un coéquipier puisse lui dévoiler un jour son homosexualité et qu’il l’encouragerait aussi à être fier ».
En mai 2019, le documentaire Footballeur et homo, au cœur du Tabou, co-produit par Gaël Leiblang d’Elephant Doc et l’association Foot Ensemble, co-réalisé par Yoann Lemaire et Michel Royer, est diffusé sur France 2 dans Infrarouge. Avec le soutien et la participation d’Antoine Griezmann, Didier Deschamps, Laurent Blanc, Fabien Barthez, Christian Karembeu, Robert Pires, Lilian Thuram, Alain Giresse, Jean Michel Larqué, l’arbitre international Clément Turpin, Olivier Rouyer, Luis Fernandez, Guy Roux, Jacques Vendroux et Nathalie Boy de la Tour.
En novembre 2019, à l’appel de Yoann Lemaire et de son association Foot Ensemble, un grand nombre d’acteurs du football et du sport se réunissent le dimanche 17 novembre 2019 à Charleville-Mézières pour participer à un match de gala afin de combattre toutes les formes de discrimination, en présence de la Ministre des Sports Roxana Maracineanu et de la Présidente de la Ligue de football professionnel Nathalie Boy de la Tour.
Cette journée est placée sous le patronage du Président de la République, Emmanuel Macron et dispose du soutien de la secrétaire d’état de l’égalité entre les femmes et les hommes et de la lutte contre les discriminations Marlène Schiappa. La FFF et la LFP se sont jointes à ce match entre le Variétés Club de France et les anciens du CS Sedan et l’Olympique Football Club Charleville-Mézières en présence de nombreuses associations de lutte contre les discriminations, mais aussi de représentants de l’Association nationale des supporters, de la DILCRAH, et également de footballeurs et footballeuses de renom du Variétés Club de France.
En août 2020, Yoann Lemaire reçoit le patronage de la Ministre des Sports Roxana Maracineanu pour des projets de création d’outils pédagogiques pour lutter contre l’homophobie et le sexisme dans le sport et pour soutenir un projet de téléfilm. L'association étend également ses actions à des thèmes tels que la citoyenneté et l'éducation.

## Ouvrages
- Je suis le seul joueur de Foot Homo, enfin j'étais, Editions TG décembre 2009, préface de Vikash Dhorasoo
- Sensibilisation contre l’homophobie dans le football, Édition FE, mai 2019, préface de Nathalie Boy de la Tour
- Guide pratique de sensibilisation contre l’homophobie et éducation à la citoyenneté, Édition FE, août 2020, préface de Noël Le Graët

## Filmographie
- Yoann Lemaire a témoigné dans le documentaire de Michel Royer Sport et homosexualité, c'est quoi le problème diffusé sur Canal+ en janvier 2010
- Auteur, réalisateur et producteur du documentaire Footballeur et homo, l’un n’empêche pas l’autre sous le Haut patronage du ministère des Sports, co-production Eléphant Doc et Foot Ensemble
- Auteur, réalisateur et producteur du documentaire Footballeur et Homo, au cœur du tabou, co-production Elephant Doc et Foot Ensemble – Diffusé dans Infrarouge sur France 2 en mai 2019[9].

## Distinctions
- Élu Gay de l'année 2010 sur le site Yagg.
- Élu dans les 25 personnalités de l'année 2011 par le magazine Têtu.
- Reçu au Sénat pour le trophée du Licra d’or en 2019.